# Roland Bielmeier
Roland Bielmeier (* 14. Februar 1943 in München; † 23. Dezember 2013) war ein deutscher Sprachwissenschaftler, Orientalist und Hochschullehrer.

## Leben und Wirken
Nach seiner Reifeprüfung 1963 in Augsburg studierte Roland Bielmeier Allgemeine und Vergleichende Sprachwissenschaft und Orientalistik, und zwar von 1965 bis 1969 an der Universität München und von 1970 bis 1975 an der Ruhr-Universität Bochum. Von 1969 bis 1970 hielt er sich an der Staatlichen Universität Tiflis auf und studierte Alt- und Neugeorgisch sowie Ossetisch. 1975 promovierte er in Bochum bei Karl Host Schmidt. Von 1975 bis 1985 arbeitete Bielmeier als wissenschaftlicher Assistent an der Universität Bonn und habilitierte sich dort 1983. Bis 1988 lehrte er in Bonn als außerplanmäßiger Professor. Nach kurzer Lehrtätigkeit an der Universität München wurde er dann 1989 ordentlicher Professor für Historisch-vergleichende Sprachwissenschaft an der Universität Bern. Im Jahre 2008 trat er in den Ruhestand.
Ein besonderer Schwerpunkt seiner Veröffentlichungen liegt in der Tibetologie.

## Veröffentlichungen (Auswahl)
- Historische Untersuchungen zum Erb- und Lehnwortschatzanteil im ossetischen Grundwortschatz (= Europäische Hochschulschriften, Reihe 27, Bd. 2). Lang, Frankfurt/M. 1977, ISBN 3-261-02387-2 (= Dissertation Ruhr-Universität Bochum).
- (Bearb. u. Übers.): Märchen, Sagen und Schwänke vom Dach der Welt. Tibetisches Erzählgut in deutscher Fassung. Bd. 3: Viehzüchtererzählungen...  (= Beiträge zur tibetischen Erzählforschung, Bd. 3). VGH-Wissenschaftsverl., Sankt Augustin 1982, ISBN 3-88280-014-3.
- Das Märchen vom Prinzen Čobzaṅ. Eine tibetische Erzählung aus Baltistan (= Beiträge zur tibetischen Erzählforschung, Bd. 6). VGH-Wissenschaftsverl., Sankt Augustin 1985, ISBN 3-88280-021-6 (= Habilitationsschrift Universität Bonn).
- A survey of the development of western and southwestern Tibetan dialects. In: Barbara Nimri Aziz (Hrsg.): Soudings in Tibetan civilization. Manohar, New Delhi 1985, S. 3–19.
- Zur Stellung des Dialektes von Mustang in Nepal. In: Bernhard Kölver (Hrsg.): Formen kulturellen Wandels und andere Beiträge zur Erforschung des Himalaya (= Nepalica, Bd. 2). VGH-Wissenschaftsverl., Sankt Augustin 1986, S. 433–450, ISBN 3-88280-027-5.
- Sprachkontakt in der Bekehrung Katlis. In: Regine Schulz/Manfred Görg (Hrsg.): Lingua restituta orientalis. Festgabe für Julius Assfalg (= Ägypten und Altes Testament, Bd. 20). Harrassowitz, Wiesbaden 1990, S. 30–44, ISBN 3-447-03113-1.
- Zur Konzeption des avestischen Kalenders. In: Müncherern Studien zur Sprachwissenschaft, Bd. 53 (1992), S. 15–74.
- Sprachkontakte nördlich und südlich des Kaukasus. In: Roland Bielmeier/Reinhard Stempel (Hrsg.). Indogermanica et Caucasica. Festschrift für Karl Horst Schmidt zum 65. Geburtstag (= Untersuchungen zur indogermanischen Sprach- und Kulturwissenschaft, Bd. 6). de Gruyter, Berlin 1994, S. 427–446, ISBN 3-11-013448-9.
- Die Asienwissenschaften an der Universität Bern. Schweizerischer Wissenschaftsverlag, Bern 1994.
- Balti Tibetan in its historical linguistic context. In: Irmtraud Stellrecht (Hrsg.): Karakorum - Hindukush - Himalaya. Dynamics of change. Bd. 2. Köppe, Köln 1998, S. 583–610.
- Using methods of historical linguistics in Indo-European and Tibetan. In: Andrea Ender (Hrsg.): Methods in contemporary linguistics (= Trends in linguistics. Studies and monographs, Bd. 247). de Gruyter Mouton, Berlin 2012, S. 309–333, ISBN 978-3-11-028466-9.
- Comparative dictionary of Tibetan dialects. Bd. 2: Verbs. de Gruyter Mouton, Berlin 2018, ISBN 978-3-11-045169-6.

Festschrift
- Brigitte Huber u. a. (Hrsg.): Chomolangma, Demawend und Kasbek. Festschrift für Roland Bielmeier zu seinem 65. Geburtstag. Zwei Bände (= Beiträge zur Zentralasienforschung, Bd. 12). International Inst. for Tibetan and Buddhist Studies, Halle/S. 2008, ISBN 978-3-88280-079-1.